# Akcja Główki
Akcja Główki – kryptonim akcji polskiego ruchu oporu w czasie II wojny światowej mającej na celu eliminację funkcjonariuszy niemieckiego aparatu okupacyjnego w Polsce w odwecie za zbrodnie na ludności cywilnej oraz na członkach podziemia. Nazwa akcji nawiązywała do nazistowskiego symbolu Totenkopf – czaszek umieszczonych na uniformach SS.

## Geneza
Decyzję o rozpoczęciu serii zamachów podjął pod koniec 1943 najprawdopodobniej ówczesny dowódca Armii Krajowej gen. Tadeusz Bór-Komorowski. Jej głównym celem było eliminowanie funkcjonariuszy niemieckiego aparatu terroru wyróżniających się okrucieństwem wobec ludności okupowanej Polski. 
Lista, zawierająca ok. 100 nazwisk nazistów, którzy zostali skazani przez sądy państwa podziemnego na śmierć, powstała 20 lutego 1944. Wywiad AK umieścił na niej nazwiska członków policji niemieckiej, Gestapo, elitarnej formacji SS, administracji okupacyjnej, nadzorców polskich pracowników, personelu więzień hitlerowskich, organizatorów łapanek kierujących Polaków na przymusowe roboty do Niemiec, pracowników Urzędu Pracy (niem. Arbeitsamt), a także funkcjonariuszy innych służb okupacyjnych, wyróżniających się fanatyzmem i okrucieństwem. Pierwsze wyroki zaczęto wykonywać jeszcze w 1943 .

## Sposób realizacji

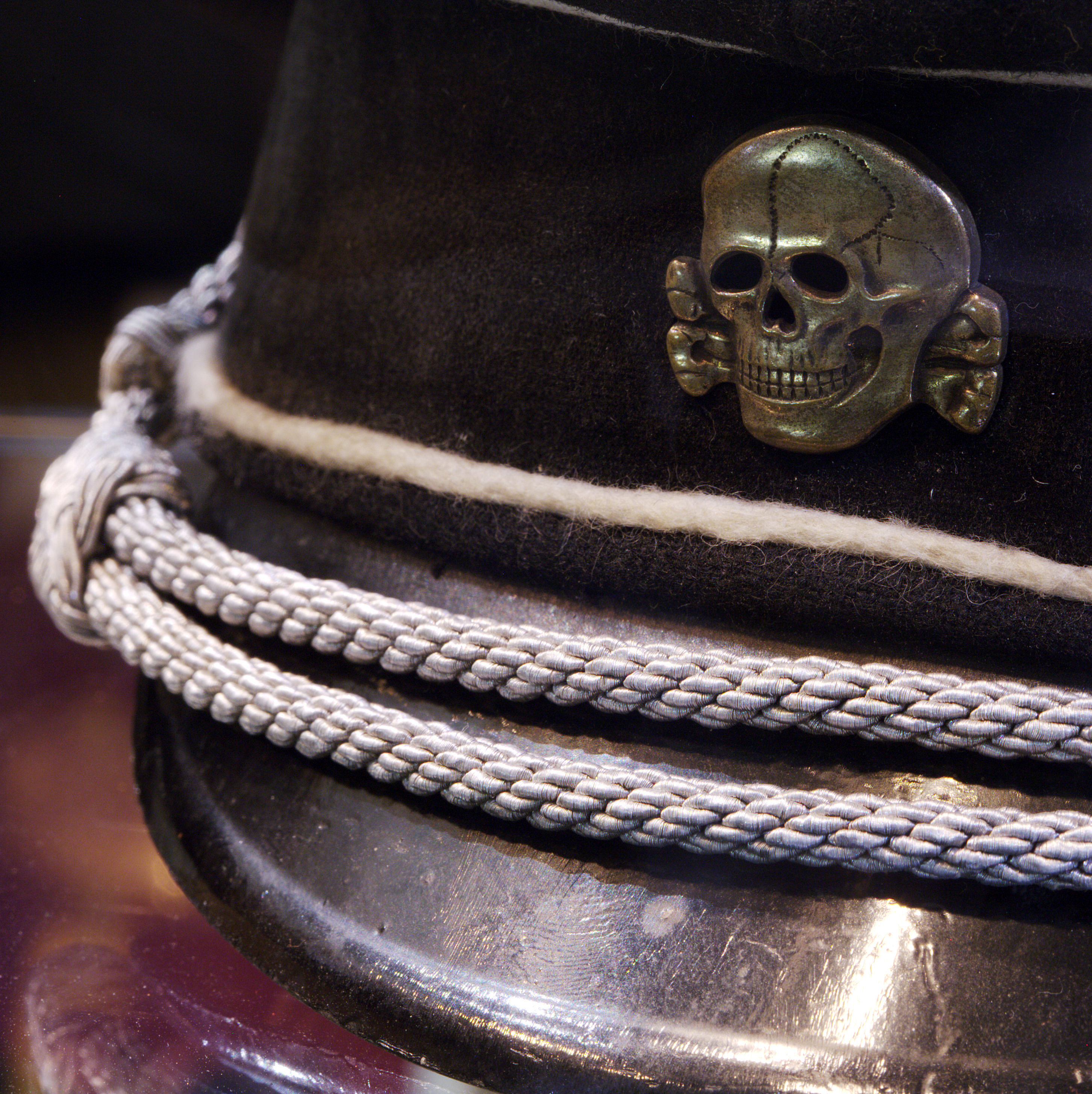
Czapka z symbolem SS – Totenkopf

Każda z umieszczonych na liście osób musiała zostać osądzona przez podziemny sąd, który orzekał dla niej karę śmierci bądź ją uniewinniał. Kara orzekana była za przestępstwa i zbrodnie osobiście popełnione przez oskarżonych, ewentualnie za decyzje, które się do zbrodni tych przyczyniły. Wyroki te, w odróżnieniu od masowych egzekucji wykonywanych na Polakach przez okupantów, nie były orzekane na zasadzie odpowiedzialności zbiorowej. Do wykonania wyroków przeznaczone były wydzielone jednostki Kedywu do zadań specjalnych jak np. oddziały bojowe Referatu 993/W oraz grupy szturmowe AK. Wykonywali je żołnierze „Agatu” oraz bataliony szturmowe jak „Zośka”, „Parasol” czy „Miotła”. Każda akcja była opatrzona osobnym kryptonimem. W sumie w latach 1943–1944 w ramach akcji „Główki” wykonano kilkadziesiąt wyroków na osobach skazanych przez sądy podziemne.

## Wybrane akcje likwidacyjne z lat 1943–1944
- Akcja Hergel – celem był Anton Hergel, niemiecki komisarz drukarń, który kontrolował prasę oraz wydawców w Generalnym Gubernatorstwie, raniony w dwóch akcjach, zastrzelony 3 grudnia 1943[2] ,
- Akcja Bürkl – zamach na Franza Bürkla SS-Oberscharführera oficera Gestapo, zastępcę komendanta Pawiaka – zastrzelony 7 września 1943[2] ,
- Akcja Kretschmann – celem był August Kretschmann, SS-Hauptscharführer, zastępca komendanta Gęsiówki – zabity 24 września 1943[3],
- Akcja Fruhwirth – nieudany zamach przeprowadzony 25 października 1943 na SS-Scharführera Engelberta Frühwirtha[2] ,
- Akcja Kutschera – zamach na Franza Kutscherę, SS-Brigadeführer, Generalmajor niemieckiej Policji, członek SS, zabity w Akcji Kutschera 1 lutego 1944 o godzinie 8:50
- Akcja Weffels – zamach na Ernsta Weffelsa, SS-Sturmmann,  jednego ze słynących z sadyzmu funkcjonariuszy personelu Pawiaka, zastrzelony 1 października 1943[2] ,
- Akcja Polowanie – Ludwig Fischer – Gubernator Warszawy. Był numerem jeden na liście. Jego samochód został ostrzelany w 1944, jednak udało mu się ujść z życiem[2] ,
- Albrecht Eitner – tajny agent pracujący dla Abwehry – zastrzelony 1 lutego 1944[4],
- Willi Lübbert – pracownik Arbeitsamtu organizujący łapanki Polaków do pracy przymusowej w Niemczech,
- Karl Freudenthal – esesman pełniący funkcję Kreishauptmanna (starosty) powiatu Garwolin. Zastrzelony 5 lipca 1944 podczas akcji likwidacyjnej dokonanej przez połączone grupy dywersyjne AK z Garwolina i Woli Rębkowskiej[5],
- Akcja Koppe – zamach na Wilhelma Koppe, SS-Obergruppenführer, wyższy dowódca SS i Policji w Generalnym Gubernatorstwie, sekretarz stanu w niemieckim „rządzie” Generalnego Gubernatorstwa, zastępca Hansa Franka – ciężko ranny przeżył akcję likwidacyjną 11 lipca 1944,
- Akcja Durrfeld – Ernst Dürrfeld, jego samochód ostrzelany został 12 lipca 1944, jednak udało mu się uciec. W akcji zginął jego polski współpracownik, Śliwiński (niebezpieczny konfident i szmalcownik),
- Akcja Leitgeber – Willy Leitgeber, oficer sekcji Kripo wyznaczony do walki z polskim podziemiem – w pierwszej akcji został raniony, w drugiej zabity,
- Akcja Komitet Ukraiński – likwidacja Mychajło Pohotowko, kolaborant nazistowski z Ukraińskiego Komitetu Centralnego – zabity 31 marca 1944[2] ,
- Akcja „Stamm” – celem akcji był Walter Stamm, SS-Sturmbannführer, IV Department Gestapo, szef warszawskiego Sicherheitsdienst – udało mu się uciec podczas Akcji „Stamm” 6 maja 1944,
- Eugen Bollongino – pracownik Arbeitsamtu organizujący łapanki Polaków do pracy przymusowej w Niemczech, komendant obozu przejściowego przy ul. Skaryszewskiej 8. Zastrzelony 8 czerwca 1944[6].